# فلم المتجذرة
فيلم المتجذرة هي مسرحية أسترالية أُنشئت عام 1969 من قبل المؤلف أليكس بوزو.

## فيلم عام 1985
تم إنتاجه لصالح هيئة البث الأسترالية (ABC) وصدر في عام 1985.

### طاقم الممثلين
- كاثلين ألين في دور ديان

- شين كونور

- جيمس لوري في دور بنتلي

- بيتر موشري في دور ريتشارد

- جينيفيف موي بدور ساندي

- تيري سيريو في دور غاري

- إيان سبنس

## وصلات خارجية
- Rooted at Austlit
- 1985 TV version at قاعدة بيانات الأفلام على الإنترنت
- Rooted at AusStage